# Eupithecia succernata
Eupithecia succernata là một loài bướm đêm trong họ Geometridae.